# فرانكي آدامز
فرانكي آدامز (بالإنجليزية: Frankie Adams)‏ هي ملاكمة وممثلة نيوزيلندية وساموية، ولدت في 3 يناير 1994 في ساموا.

## أعمال

### مسلسلات
- ذا إكسبانس

## وصلات خارجية
- فرانكي آدامز على موقع IMDb (الإنجليزية)
- فرانكي آدامز على موقع ميتاكريتيك (الإنجليزية)
- فرانكي آدامز على موقع روتن توميتوز (الإنجليزية)
- فرانكي آدامز على موقع قاعدة بيانات الفيلم (الإنجليزية)